# Komet Anderson-LINEAR
Komet Anderson-LINEAR (uradna oznaka 148P/Anderson-LINEAR) je periodični komet z obhodno dobo približno 7,1 let.
Komet pripada Jupitrovi družini kometov .

## Odkritje[4]
Komet je odkril 28. oktobra 1963 ameriški astronom  Jean H. Anderson z Oddelka za astronomijo na Univerzi Minnesote, ZDA. Komet so odkrili tudi v okviru programa LINEAR v letu 2000.